# Phare d'Isola delle Bisce
Le phare d'Isola delle Bisce (en italien : Faro di Isola delle Bisce) est un phare situé sur l'île de Bisce faisant partie du Parc national de l'archipel de La Maddalena et du Parc international des Bouches de Bonifacio. Il appartient à la commune d'Arzachena, en mer Tyrrhénienne, dans la province d'Olbia-Tempio (Sardaigne), en Italie.

## Histoire
Le phare a été construit en 1935 sur la rive sud de l'île. Le phare est entièrement automatisé, alimenté par une unité solaire. Il est géré par la Marina Militare. Il guide les navires dans le canal de la Bisce, entre l'île et le phare de Capo Ferro.

## Description
Le phare  se compose d'une tour cylindrique en maçonnerie de 8 m de haut, avec galerie et lanterne. La tour est peinte en blanc, la galerie en vert et le dôme de la lanterne est gris métallisé. Il émet, à une hauteur focale de 12 m, un éclat vert toutes les 3 secondes. Sa portée est de 8 milles nautiques (environ 15 km).
Identifiant : ARLHS : SAR002 ; EF-1148 - Amirauté : E1000 - NGA : 8732 .

## Caractéristique dufeu maritime
Fréquence : 3 secondes (G)
- Lumière : 1 seconde
- Obscurité : 2 secondes

|                   |
| Isola delle Bisce |

|          |
| Le phare |

### Lien connexe
- Liste des phares de la Sardaigne